# 自由が丘検車区
自由が丘検車区（じゆうがおかけんしゃく）は、かつて東京都目黒区自由が丘に存在した東京急行電鉄の車両基地。
自由が丘駅に近接しており、東急大井町線を管轄していた。廃止後、跡地には東急グループの商業施設「トレインチ自由が丘」が建設された。

## 概要
当基地の設立当時、大井町線の列車は2・3両の短編成であり、かつ編成の増解結が容易な両運転台車が多かったため、検修庫と有効長の短い留置線を複数有しており、小規模ながら検車区としての体裁を有していた。その後編成長が長くなるにつれて、有効長確保のために留置線の本数が減少してゆき、余剰地は駐車場などに転用されていった。
そして、大井町線の車両が20 m車の5両編成に統一されると留置線は3本となり、有効長確保のための策として、珍品といえる、2本ずつ重なったトングレールを持つ三枝分岐器が設置された。これは踏切に隣接した観察容易な場所ゆえ、鉄道ファンの注目を集めていた。

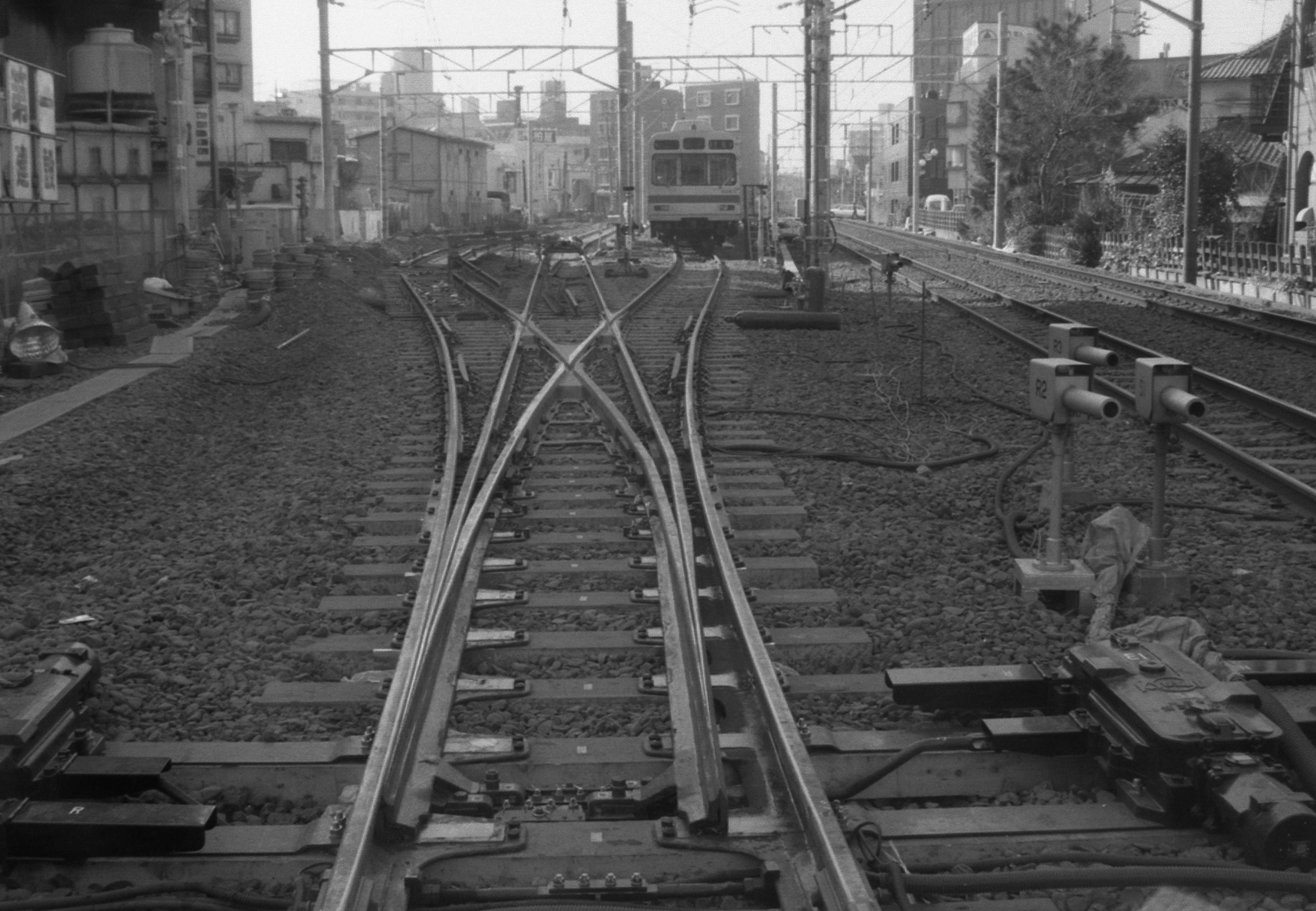
自由が丘検車区にあった三枝分岐器
1988年12月設置工事中の様子

1966年（昭和41年）、田園都市線の延伸に伴い、検車区機能が鷺沼検車区に移転し、自由が丘検車区は廃止され、自由が丘留置線と改称する。
さらに1979年（昭和54年）、鷺沼検車区が長津田へ移転して長津田検車区となり、自由が丘車庫は長津田検車区の管轄となった。
車庫となってからも大井町線用車両が留置されていたが、2005年（平成17年）10月には3本のうち2本が撤去され、同時に特徴だった三枝分岐器も無くなった。留置線撤去の理由は、2008年（平成20年）3月に急行運転実施に関連して実施された6両編成化などによる自由が丘駅のホーム有効長確保のためとされている。なお、当地に留置不能となった2本の編成は田園都市線梶が谷駅の引き上げ線と溝の口駅4番線への留置に変更された。
2006年（平成18年）10月、自由が丘車庫の跡地に商業施設「トレインチ自由が丘」がオープンした。
2007年（平成19年）11月15日をもって留置線はいったん廃止されたが、2009年（平成21年）に留置線1線の使用が再開され、5両編成1本を留置する。

## 沿革
- 1927年（昭和2年）7月6日 -  目黒蒲田電鉄が大井町線大井町 - 大岡山間を開業させる[1]。奥沢電車庫の支所として自由ケ丘電車庫を設置[1]。この時点の所属車両は目蒲線と共通で、32両であった[1]。
- 1928年（昭和3年）1月21日 - 東横線元住吉に元住吉工場が建設され、検査・修繕業務を担当する[1]。奥沢電車庫の検査・修繕業務を元住吉工場に移管[1]。自由ケ丘電車庫は自由ケ丘派出所に改称する[1]。
- 1940年（昭和15年） - 留置線1線が設置される[2]。
- 1948年（昭和23年）3月1日 - 目蒲線・大井町線・池上線を管轄する「目黒検車区」として奥沢駅北側に創設[3]。
- 1958年（昭和33年）10月 - 自由ケ丘派出所を大井町線を管轄する自由ケ丘検車区として分離独立[4]。
- 1966年（昭和41年）4月1日 - 田園都市線延伸に伴い鷺沼検車区に移転[4]。自由が丘検車区を自由が丘留置線に改称する[1]。
- 1979年（昭和54年） - 鷺沼検車区が長津田に移転して長津田検車区となり、自由が丘車庫は長津田検車区管轄となる。
- 2005年（平成17年）10月19日 - 留置線の撤去を開始。
- 2006年（平成18年） - 留置線1本を残すのみとなる。跡地に商業施設「トレインチ自由が丘」がオープン。
- 2007年（平成19年）11月15日 - 留置線廃止[4]。留置線の機能は田園都市線梶が谷駅付近に新設された車庫に移転。
- 2009年（平成21年） - 留置線が1線復活。